# Museu do Estado do Pará
O Museu Histórico do Estado do Pará (abraviado MHEP), ou Museu do Estado do Pará, é um museu governamental brasileiro criado em 1981, atualmente sediado no Palácio Lauro Sodré no bairro da Cidade-Velha da cidade brasileira de Belém (estado do Pará), que abriga exposições variadas de artistas contemporâneos. Promovendo a documentação, pesquisa das coleções, divulgação científica e, preservação da memória social e histórica paraense. E sede do Sistema Integrado de Museus e Memoriais (SIMM).
Este somente iniciou suas atividades em 1986, ainda localizado no Centro Tancredo Neves (Centur), com acervo construído de doações de peças particulares e também vindas de outros órgãos governamentais do estado. Em 1987, a sede do museu foi transferida para o Palacete Bolonha e, em 1994, enfim para o Palácio Lauro Sodré, sede do governo estadual.
O palácio onde funciona o museu é um exemplar da arquitetura clássica do arquiteto italiano Antoio Landi, construído em 1680 para abrigar a sede da então Capitania do Grão-Pará, a pedido do governador, Marçal Nunes da Costa, quando ocoria a transferencia da capital do Brasil, da cidade de Salvador para a cidade do Rio de Janeiro. 
O museu é formado por galerias, ateliê, arquivo, auditório, biblioteca e, diversos salões temáticos, como o pompeiano, império renaiscence, art nouveau e, neoclássico com influências do revivalismo do século XIX. E també contém inúmeros exemplares de mobília, pintura e artes decorativas dos séculos XIX e XX.
Esta instituição museuológica é dirigida pelo Sistema Integrado de Museus e Memoriais (SIMM), subordinada à Secretaria Executiva de Estado de Cultural do Pará (Secult). Possui as função de: preservar, incentivar, e divulgar, o acervo de sua área de competência, visando ao desenvolvimento e aprimoramento cultural do Estado do Pará” (conforme decreto nº 1434/2004).

## História
No contexto do século XVIII, portugueses e espanhóis assinaram o Tratado de Madri (João V de Portugal e Fernando VI de Espanha em 1750), documento que definiu os limites entre as respectivas colônias sul-americanas findando as disputas territoriais, e que permitiu a vinda de técnicos da Europa ao Pará - processo mediado pelo General Francisco Xavier de Mendonça Furtado (irmão de Marques de Pombal) - onde esta comissão foi composta por geólogos, matemáticos, arquitetos, entre outros,  destacando-se Antônio José Landi, contratado para arquitetar um palácio governamental. O prédio atualmente denominado Museu do Estado do Pará, foi projetado entre 1762 e 1771 como um palácio, para atender a Corte Portuguesa que viria residir na Amazônia, conforme as decisões do Marquês de Pombal (então Ministro do Rei Dom José I).
Em 1762, a construção do Palácio Lauro Sodré (primeiro Governador republicano do Pará) foi erguida com mão de obra indígena no governo de Bernardo de Mello e Castro, com inauguração em 21 de novembro de 1772, no governo de João Pereira Caldas, servindo de sede governamental do recem-criado Estado do Grão-Pará e Rio Negro (a partir da divisão do Estado do Grão-Pará e Maranhão em duas unidades administrativas) e moradia de governadores e capitães-generais da capitania do Grão-Pará (1621–1820). Local de onde sairia a primeira procissão do Círio de Nazaré em 1793, uma devoção religiosa herdada dos colonizadores portugueses — celebrado em Portugal em setembro na vila de Nazaré
Seguindo para o século XIX, dois episódios marcaram o Palácio, a oficialização da Adesão do Pará a independência do Estado do Brasil em agosto de 1823 e a morte de Bernardo Lobo de Souza durante a Guerra dos Cabanos, em janeiro de 1835, pelo cabano tapuio Domingos Onça no contexto da província do Grão-Pará (1821–1889).
O palácio posteriormente recebeu dversas interferências políticas em determinados momentos de história, sofreu alterações na sua estrutura arquitetônica, como por exemplo, no início do século XX, a pedido do governador Augusto Montenegro (1904-1908), o prédio passou por alterações, com a criação de cincos salões nobres.
Nesse setor cultural governamental, em novembro de 1975 ocorreu outro evento importante para as políticas culturais no estado do Pará, com a criação da Secretaria de Estado de Cultura, Desportos e Turismo (SECDET). Antes desta as políticas culturais eram inexistentes no estado, apesar da existencia de uma Secretaria de Estado de Educação e Cultura, criada em 1951, sua atuação era centrada muito na área de educação, consequentemente, a pasta de educação era detentora de todos os recursos orçamentários destinados à Secretaria, até ocorrer o desmembramento do setor cultural e da educação. Os debates da criação da secretaria no Pará ocorreram quase exclusivamente por intelectuais na capital paraense, demonstrando a centralização das questões culturais do estado subordinados aos interesses das elites belenenses, representados pela Academia Paraense de Letras e Conselho Estadual de Cultura, ambas as instituições tinham intervenção direta na política cultural da SECDET.
Um período marcado por modificações como o governo estadual lida com a cultura, um momento de iniciativas na área cultural e diminuição do uso da força física; a criação da SECDET acontece em meio à ditadura militar no Brasil, em um momento histórico caracterizado pela abertura gradual do regime ditatorial (que culminaria em 1985 com seu fim no país). Surge também em 1975 à nível federal o primeiro Plano Nacional de Cultura, além da criação de várias instituições, como a Fundação Nacional das Artes (1975), o Centro Nacional de Referencia Cultural (1975), o Conselho Nacional de Cinema (1976), a Fundação Pró-Memória (1979).
As reforma estruturais do governador Augusto Montenegro, transformado o palácio no Museu do Estado do Pará, no ano de 1983, tendo suas atividades iniciadas apenas em 1986, no quarto pavimento do Centro Cultural Tancredo Neves (Centur, 1986). Durante a história de seu funcionamento, doações de peças de vários órgãos do estado e doações particulares (famílias que garantiam o nome na obra doada) foram sendo efetuadas para composição do acervo.
Após a criação do museu, este ocupou alguns outros endereços além do Centur, em 1987 funcionou no Palacete Bolonha e, em 1994 foi transferido para o Palácio Lauro Sodré, onde atualmente funciona. Atualmente a instituição faz parte do Sistema Integrado de Museus e Memoriais (SIMM), que é vinculado à Secretaria Executiva de Estado de Cultural do Pará (Secult).

## Características
Ao entrar no atual prédio do museu, o visitante depara-se com uma grande escada que dá acesso ao acervo, que é composto por utensílios, como por exemplo: conjuntos de chá e café, tinteiros, porta-jóias e portas-cartão, mas principalmente, por obras de arte e mobiliários. Os objetos que decoravam o palácio hoje fazem parte do acervo do museus, são eles: vasos, floreiras, candelabros, esculturas, mobiliário, pinturas, lustres, que foram produzidas para compor a sede do Governo e, que retrata a riqueza dos governantes no Pará na década setentista.
O prédio é formado por auditório, biblioteca e, diversos salões, como o “Salão Eclético”, que funcionou como o gabinete particular do governador, decorado pelo artista francês Joseph Cassé ao estilo neo-renascentista, onde incorporou elementos de decoração, baseados em linhas históricas da tradição ocidental, com elementos neoclássicos e neogóticos. Neste estão armários, louças, estantes, mesas, esculturas e lustres.
O salão Renascença, o mais importante do Palácio, é decorado por aço fundido proveniente dos Estados Unidos e adquirido pelo Governador Lauro Sodré em 1894. Neste está presente a tela “A conquista da Amazônia”, do pintor Antônio Parreiras, encomendada pelo Governador Augusto Montenegro para decorar um determinado salão. Tem também o salão Império, decorado por Joseph Cassé, concebido como ante-sala para o salão de “Honra do palácio”, possui um conjunto de monumentos que retratam os ideais modernos. Neste sentido, os salões “Renascença e Império” são os salões nobres do palácio.
O museu possui ainda, a “galeria dos governadores”, a sala “Vicente Sales”, o “Ateliê Aberto”, a sala “Antônio Landi”, a sala “Plácido de Souza”, o salão “Art Noveau” e, o salão “Pompeiano”, além do arquivo e da biblioteca especializados em arte e, também obras sobre a criação deste museu.
Na prática da disseminação das informações, esta ocorre de três modos: redes Sociais, jornais impressos e, site do Sistema Integrado de Museus e Memoriais.

## Acervos

### Mobiliário
Um acervo mobiliário e objetos de decoração residências oficiais formado por: floreiras, candelabros, esculturas, mobiliário, pinturas, lustres, que compõem a sede do Governo.

### Numismático
O acervo numismática formado por 802 moedas de cobre com carimbo do governo cabano, tombado como patrimônio histórico paraense pelo Departamento de Patrimônio do Pará (DPHAC), orgao ligado à Secretaria Estadual de Cultura (Secult).

### Motoki
A coleção Motoki foi adquirido por doação em 1986, com origem nas atividades de demolição de edificações, existentes na cidade de Belém nas décadas de 1960/70, realizadas pelo japonês Kenichiro Motoki. Possui uma tipologia variada: arquivístico, bibliográfico e museológico.

### Lauro Sodré
Um coleção formada por aproximadamente 100 retratos na técnica de pintura à óleo, telas encomendadas pelo Governo do Pará representando governantes, militares e, religiosos, como: capitães-gerais, governadores, presidentes e, imperadores.

## Célia Bassalo
A coleção composta por utensílios de toucador, utensílios de cozinha e, objetos de decoração, doadas pela colecionadora Célia Bassalo, uma colecionadora de objetos de art nouveau em Belém.